# Henco de Berg
Henco de Berg est un musicien organiste aveugle né en 1967 à Drachten dans la province de Frise aux Pays-Bas.
Il a étudié l'orgue et le piano auprès d’Ernest Gervais, l’organiste aveugle de l’église St.-Agatha à Lisse, avant de se perfectionner au Conservatoire national de Rotterdam auprès de Jet Dubbeldam, Arie J. Keijzer et Maurice Pirenne. Il a aussi étudié la théorie de la musique avec Henk de Croon au conservatoire de Tilbourg.

## Discographie
- Grandes orgues Marcussen, Grote of St. Laurenskerk - Rotterdam (Pays-Bas)
- Grandes Orgues Müller, Grote- of St. Bavokerk - Haarlem (Pays-Bas)
- Grandes Orgues Stahlhuth-Jann, St. Martin - Dudelange (Luxembourg)
- Grandes Orgues Cavaillé-Coll la Madeleine - Paris